# Beard Peak
Beard Peak är en bergstopp i Antarktis. Den ligger i den centrala delen av kontinenten. Inget land gör anspråk på området. Toppen på Beard Peak är 2 360 meter över havet, eller 162 meter över den omgivande terrängen. Bredden vid basen är 0,09 km.
Terrängen runt Beard Peak är varierad. Trakten är obefolkad. Det finns inga samhällen i närheten.